# Horst Schreiber (Historiker)
Horst Schreiber (geboren 1961 in Wien) ist ein österreichischer Zeitgeschichtler und Hochschullehrer.

## Leben und Werk
Schreiber studierte Geschichte und Französisch an der Universität Innsbruck und schloss sein Studium 1985 ab. Danach war er als Gymnasiallehrer für Geschichte und Französisch tätig. 1991 erwarb er sein Doktorat, 2001 die Venia docendi für Zeitgeschichte. Seit 1995 unterrichtet er am Abendgymnasium für Berufstätige in Innsbruck. Er ist Lektor für Methodik und Didaktik für Geschichte, Sozialkunde und Politische Bildung (GSP) an der Universität Innsbruck.

### Forschungsschwerpunkte
Schreibers Forschungsschwerpunkte sind die Regionalgeschichte von Tirol und Vorarlberg, die NS-Zeit, Jüdische Geschichte, die Arbeitswelt sowie Bildungsgeschichte und Bildungspolitik. Er ist Herausgeber der Studien zu Geschichte und Politik, Vorstandsmitglied der Michael-Gaismair-Gesellschaft, Mitherausgeber der Gaismair-Jahrbücher und der sozialwissenschaftlichen Reihe transblick der Gaismair-Gesellschaft. Weiters fungiert er als Leiter des dezentralen Netzwerkes Tirol des bmbwk-Projekts „Nationalsozialismus und Holocaust“, welches unter dem Titel Gedächtnis und Gegenwart steht, als Herausgeber der Reihe Nationalsozialismus in den österreichischen Bundesländern von erinnern.at und wissenschaftlicher Beirat zur Gestaltung der Österreich-Ausstellung im Staatlichen Museum Auschwitz-Birkenau. Seit 2011 ist Horst Schreiber außerdem Mitglied der Opferschutzkommission Innsbruck.

### Arbeiten zur NS-Zeit
Umfangreich ist das Werk des Zeitgeschichtlers betreffend die Aufarbeitung der NS-Zeit in Tirol. Er schrieb eine Monografie über den Widerstandskämpfer Franz Mair und einen Artikel zum NS-Euthanasiearzt Hans Czermak, beschrieb die Machtübernahme der Nationalsozialisten in Tirol, die Höttinger Saalschlacht, die Tiroler Widerstandsbewegung, weiters das Arbeitserziehungslager Reichenau und das Befreiungsdenkmal in Innsbruck. Er war Projektleiter zur Erforschung der Namen der Tiroler Widerstandskämpfer, die an den Seitenwänden des Befreiungsdenkmals angebracht wurden, und gestaltete eine Homepage zur Neugestaltung des Eduard-Wallnöfer-Platzes in Innsbruck. Er äußerte sich auch zum Gräberfund von 220 mutmaßlichen NS-Opfern in Hall in Tirol.
Unerschrocken wagte sich der Historiker auch an in Tirol besonders brisante Themen wie die NSDAP-Mitgliedschaft von Eduard Wallnöfer, des langjährigen Landeshauptmanns der Nachkriegszeit, oder an die Rolle des Unternehmens Swarovski vor und in der NS-Zeit sowie die Zwangsarbeit bei der Firma GE Jenbacher. Obwohl die Firma Swarovski dem Historiker den Zutritt zu ihren Archiven verwehrte, konnte Schreiber aufdecken, dass das Unternehmen bereits im Ständestaat auf die NSDAP ausgerichtet war. 141 der 571 Mann starken Belegschaft gehörten – auf Druck der Unternehmensleitung – der damals illegalen Partei an, ebenso wie zumindest sieben Mitglieder der Unternehmerfamilie. Weiters berichtet Schreiber von einer Spende des Tiroler Industriellenverbandes in Höhe von 100.000 Schilling an Hitler, zu seinem 49. Geburtstag, verbunden mit „dankbare[n] Treuegrüße[n]“, erbracht vom Präsidenten des Vereins, Alfred Swarovski.
Weiters leitete Schreiber 2013 das interdisziplinäre Projekt Alte Heimat/Schnitt/Neue Heimat, welches nach England und Israel vertriebenen jüdischen Innsbruckerinnen und Innsbruckern gewidmet war.  Das Projekt umfasste eine Video-Dokumentation, ein Buch – „Von Innsbruck nach Israel“ – und einen literarischen Erzählband – „Die zweite Fremde“ – von Christoph W. Bauer.

### Restitution von Würde
2010 initiierte Schreiber die Opferschutzkommission Tirol und veröffentlichte „Im Namen der Ordnung. Heimerziehung in Tirol“. Dies gab den Anstoß zur weiteren Erforschung der Heimgeschichte in Österreich sowie der Kinder- und Jugendpsychiatrie (Kinderbeobachtungsstation) unter der Leitung von Maria Nowak-Vogl in Innsbruck.
Sein Oral-History-Projekt über ehemalige Heimkinder in Innsbruck führte im Jahr 2015 zu einer Buchpublikation – Restitution von Würde – sowie zu einem Radiofeature, einer Filmdokumentation und zur Theaterproduktion Jetzt wird geredet. „Jahrzehntelang hinderten Traumatisierungen und die Ignoranz von Politik und Gesellschaft Heimkinder über die leidvollen Erfahrungen zu sprechen, die sie in öffentlichen und katholischen Erziehungsanstalten machen mussten.“ Die wissenschaftliche Studie versteht sich als Geste einer späten und angemessenen „Wiedergutmachung“ für Traumata und Verletzungen der Integrität von Kindern, die 1989 als Kinderrechte in einer UN-Konvention definiert wurde. „Spät, aber doch wird den Berichten der ehemaligen Heimkinder Glauben geschenkt, das erlittene Unrecht anerkannt und der Beitrag der ZeitzeugInnen zu dessen Aufklärung gewürdigt.“ Bereits 2010 hatte Schreiber beim Land Tirol die Anerkennung der Leiden von Heimkindern angeregt und das Buch Im Namen der Ordnung vorgelegt. 2014 thematisierte er im Band Dem Schweigen verpflichtet Gewalterfahrungen im SOS-Kinderdorf.

## Zitat
„Niemand hatte nur eine Option, so schwierig das Umfeld auch war. […] In der NS-Zeit waren die Menschen nicht nur passive Objekte der äußeren Umstände, sondern trotz aller Einschränkungen und äußeren Drucks in verschieden großem Maß auch GestalterInnen des eigenen Lebens.“

## Publikationen

### Monographien
- Wirtschafts- und Sozialgeschichte der Nazizeit in Tirol. (= Geschichte & Ökonomie. Band 3), Studienverlag, Innsbruck / Wien / Bozen 1994, ISBN 978-3-901160-35-6.
- Die Machtübernahme. Die Nationalsozialisten in Tirol 1938–39. (= Innsbrucker Forschungen zur Zeitgeschichte. Band 10), Haymon, Innsbruck 1994, ISBN 3-85218-152-6.
- Schule in Tirol und Vorarlberg 1938–1948. (= Innsbrucker Forschungen zur Zeitgeschichte. Band 14), Studienverlag, Innsbruck / Wien / Bozen 1996, ISBN 978-3-7065-1150-6.
- Gemeinsam mit Maritta Horwath: Von der Schulbank ans Geschütz: Die Luftwaffenhelfer in Tirol und Vorarlberg 1943–1945. Studienverlag, Innsbruck / Wien / Bozen 1996, ISBN 3-7065-1134-7.
- Widerstand und Erinnerung in Tirol 1938–1998. Franz Mair – Lehrer, Freigeist, Widerstandskämpfer. Studienverlag, Innsbruck / Wien / Bozen 2000, ISBN 978-3-7065-1432-3.
- „Als würden wir gar nicht existieren.“ Arbeitsverhältnisse bei Post, Bus und Telekom Austria in Tirol. (= Werkstättenforschung des Zukunftszentrums. Band 1), Studienverlag, Innsbruck / Wien / Bozen 2001, ISBN 978-3-7065-1660-0.
- Gemeinsam mit Wilfried Vyslozil: SOS-Kinderdorf – Die Dynamik der frühen Jahre. Eine Spurensuche jenseits des Klischees. SOS-Kinderdorf-Verlag, Innsbruck, München 2001.
- Gemeinsam mit Wilfried Vyslozil: SOS Children's Villages. Tracing our Roots. Innsbruck 2003.
- „… in der Schönheit und Ruhe der Hungerburg.“ 50 Jahre Bildungszentrum „Seehof“ der Tiroler Arbeiterkammer. Studienverlag, Innsbruck / Wien / Bozen 2004, ISBN 978-3-7065-4049-0.
- Gemeinsam mit Irmgard Bibermann: Mehr als Schule. Abendgymnasium Innsbruck 1945–2005. Studienverlag, Innsbruck / Wien / Bozen 2005, ISBN 978-3-7065-4098-8.
- Von Mölk zu MPREIS. Eine Tiroler Unternehmensgeschichte. (= Geschichte & Ökonomie. Band 18) Studienverlag, Innsbruck / Wien / Bozen 2007, ISBN 978-3-7065-4376-7.
- Nationalsozialismus und Faschismus in Tirol und Südtirol. Opfer, Täter, Gegner. (= Nationalsozialismus in den österreichischen Bundesländern. Band 1) Studienverlag, Innsbruck / Wien / Bozen 2008, ISBN 978-3-7065-4423-8.
- (Hrsg.): Von Bauer & Schwarz zum Kaufhaus Tyrol. (= Studien zu Geschichte und Politik. Band 12; Veröffentlichungen des Innsbrucker Stadtarchivs Folge 42), Studienverlag, Innsbruck / Wien / Bozen 2010, ISBN 978-3-7065-4825-0.
- Im Namen der Ordnung. Heimerziehung in Tirol. (= transblick. Band 6) Studienverlag, Innsbruck / Wien / Bozen 2010, ISBN 978-3-7065-4997-4.
- Dem Schweigen verpflichtet. Erfahrungen mit SOS-Kinderdorf. (= transblick. Band 11) Studienverlag, Innsbruck / Wien / Bozen 2014, ISBN 978-3-7065-5424-4.
- Gemeinsam mit Irmgard Bibermann: Von Innsbruck nach Israel. Der Lebensweg von Erich Weinreb/Abraham Gafni. (= Studien zu Geschichte und Politik. Band 16; Veröffentlichungen des Innsbrucker Stadtarchivs. Folge 54) Studienverlag, Innsbruck / Wien / Bozen 2014, ISBN 978-3-7065-5310-0.
- Restitution von Würde. Kindheit und Gewalt in Heimen der Stadt Innsbruck. (= Veröffentlichungen des Innsbrucker Stadtarchivs. Folge 57), Studienverlag, Innsbruck / Wien / Bozen 2015, ISBN 978-3-7065-5517-3.
- (Hrsg.): 1938 – Der Anschluss in den Bezirken Tirols. (= Studien zu Geschichte und Politik. Band 21) Studienverlag, Innsbruck / Wien / Bozen 2018, ISBN 978-3-7065-5660-6.
- Gedächtnislandschaft Tirol. Zeichen der Erinnerung an Widerstand, Verfolgung und Befreiung 1938–1945. Studienverlag, Innsbruck / Wien / Bozen 2019, ISBN 978-3-7065-5490-9.
- Die Lager von Schwaz 1944–1988: NS-Zwangsarbeiterlager – Entnazifizierungslager Oradour – Flüchtlingslager St. Margarethen – Armenlager Märzensiedlung, StudienVerlag, Innsbruck 2023, ISBN 978-3-7065-6311-6.[9]

### Radiofeature und Dokumentarfilm
- „Jetzt reden WIR!“ Ehemalige Heimkinder erzählen, Thematische und biografische Videos. Interviews von Horst Schreiber, Kameramann Christian Kuen, Radio Freirad, 9. Jänner 2015, abzurufen via cultural broadcasting archive: KulturTon vom 09.01.2015, abgerufen am 27. April 2016.
- „Jetzt reden wir!“ Ehemalige Heimkinder erzählen. Christian Kuen hat aus dem Interview-Material von Horst Schreiber in gegenseitiger Absprache einen 90-minütigen Dokumentarfilm erstellt, Innsbruck 2015, der auf einer DVD angeboten wird, abzurufen auf heimkinder-reden.at, abgerufen am 27. April 2016.